# Талышский малый пёстрый дятел
Талышский малый пёстрый дятел (лат. Dendrocopos minor quadrifasciatus) — подвид птиц, наиболее мелкий представитель семейства дятловых в Европе и западной Азии. Населяет лиственные и смешанные леса, часто сырые и заболоченные, долины рек, парки с изобилием зрелых деревьев. Часто, особенно зимой, встречается в старых парках населённых пунктов, в том числе и крупных. Данный подвид населяет низменности и смешанные и лиственные леса талышских гор.

## Описание

### Внешний вид
Наиболее тёмная раса. Нижняя сторона тела светло-бурая с развитым рисунком из тёмных продольных пестрин. Белый цвет на средних верхних кроющих крыла, свойственный всем предыдущим расам, отсутствует. На белом поле спины хорошо развит чёрный поперечный рисунок. Ещё более темная раса, чем кавказская; довольно хорошо отличается от неё и других форм этого вида отсутствием белого цвета на средних верхних кроющих крыла. Низ бурый с хорошо выраженной продольной штриховкой. Экология не изучена. При вскрытии желудка зимнего экземпляра обнаружены остатки насекомых.
Размеры: крыло — самец - 81 мм., самка - 83 мм, по Бутурлину (1936), 82—88 мм.

### Распространение
Азербайджан, Талыш, Ленкорань, прилегающие к Каспийскому морю леса северных провинций Ирана, на восток до Астрабада. По численности редкий. Довольно обычен в талышских горах вплоть до верхнего уровня леса, где ещё встречаются деревья серьезной толщины.

### Характер пребывания
Гнездящийся и вероятно кочующий подвид. Во всяком случае экземпляры, добытые в Ленкорани, — зимние. Биотоп Талышские леса. Зимой добыт в низменном буковом лесу. В Астрабаде — в горных дубово-буковых лесах.